# 蕭士達高維契半島
蕭士達高維契半島（英語：Shostakovich Peninsula）是南極洲的半島，位於亞歷山大一世島，以前蘇聯時期俄國作曲家蕭士達高維契命名，現時受南極條約體系管理。
72°11′S 71°20′W / 72.183°S 71.333°W